# Talia in the Kitchen
Talia in the Kitchen is een Amerikaanse tiener-sitcom die op 6 juli 2015 in première ging bij Nickelodeon. Het is de Amerikaanse versie van de Latijns-Amerikaanse serie Toni, la Chef. De serie telt 40 afleveringen en werd gemaakt door Catharina Ledeboer en Mariela Romero.
Op 12 januari 2016 werd er bekendgemaakt dat de serie geen tweede seizoen krijgt.

## Verhaal
In Talia in the Kitchen verhuist de veertienjarige Talia Parra naar haar grootmoeder in Miami. Haar familie exploiteert het restaurant Lola's. Talia heeft de taak het restaurant te laten herleven, door gerechten te koken die net datgene zijn waar de klant naar op zoek is. Het opvallende hierbij is dat Talia dit doet door middel van magische ingrediënten.

## Afleveringen
| Seizoen | Afleveringen | Uitgezonden      | Uitgezonden      | Uitgezonden   | Uitgezonden    |
| Seizoen | Afleveringen | Start seizoen    | Seizoensfinale   | Start seizoen | Seizoensfinale |
| ------- | ------------ | ---------------- | ---------------- | ------------- | -------------- |
| 1       | 20           | 6 juli 2015      | 30 juli 2015     | Onbekend      | Onbekend       |
| 2       | 20           | 25 november 2015 | 23 december 2015 | Onbekend      | Onbekend       |

## Rolverdeling
| Personage                      | Acteur            | Nederlandse stem   |
| ------------------------------ | ----------------- | ------------------ |
| Talia Parra                    | Maria Quezada     | Janneke van Dooren |
| Julie Parra                    | Galilea La Salvia | Onbekend           |
| Rudy Rosales                   | Joshua Hoffman    | Sander Pieterse    |
| Valerie Landry                 | Ellis Ann Jackson | Fleur van de Water |
| Deborah "Debbie" Fuccinelli    | Gail Soltys       | Onbekend           |
| Tyson Fuccinelli               | Liam Obergfoll    | Onbekend           |
| Federico "Frenchie" Fuccinelli | Miguel Luciano    | Onbekend           |
| Oma Dolores Parra              | Jeannette Lehr    | Onbekend           |